# 卡尔·普罗伊斯尔
卡尔·普罗伊斯尔（德語：Karl Proisl，1911年7月9日—1949年12月2日），奥地利男子皮划艇运动员。他曾代表奥地利参加1936年夏季奥林匹克运动会皮划艇比赛，共获得一枚银牌和一枚铜牌。